# Buchnera androsacea
Buchnera androsacea là loài thực vật có hoa thuộc họ Cỏ chổi. Loài này được Merxm. mô tả khoa học đầu tiên năm 1951.